# Wunderbeere

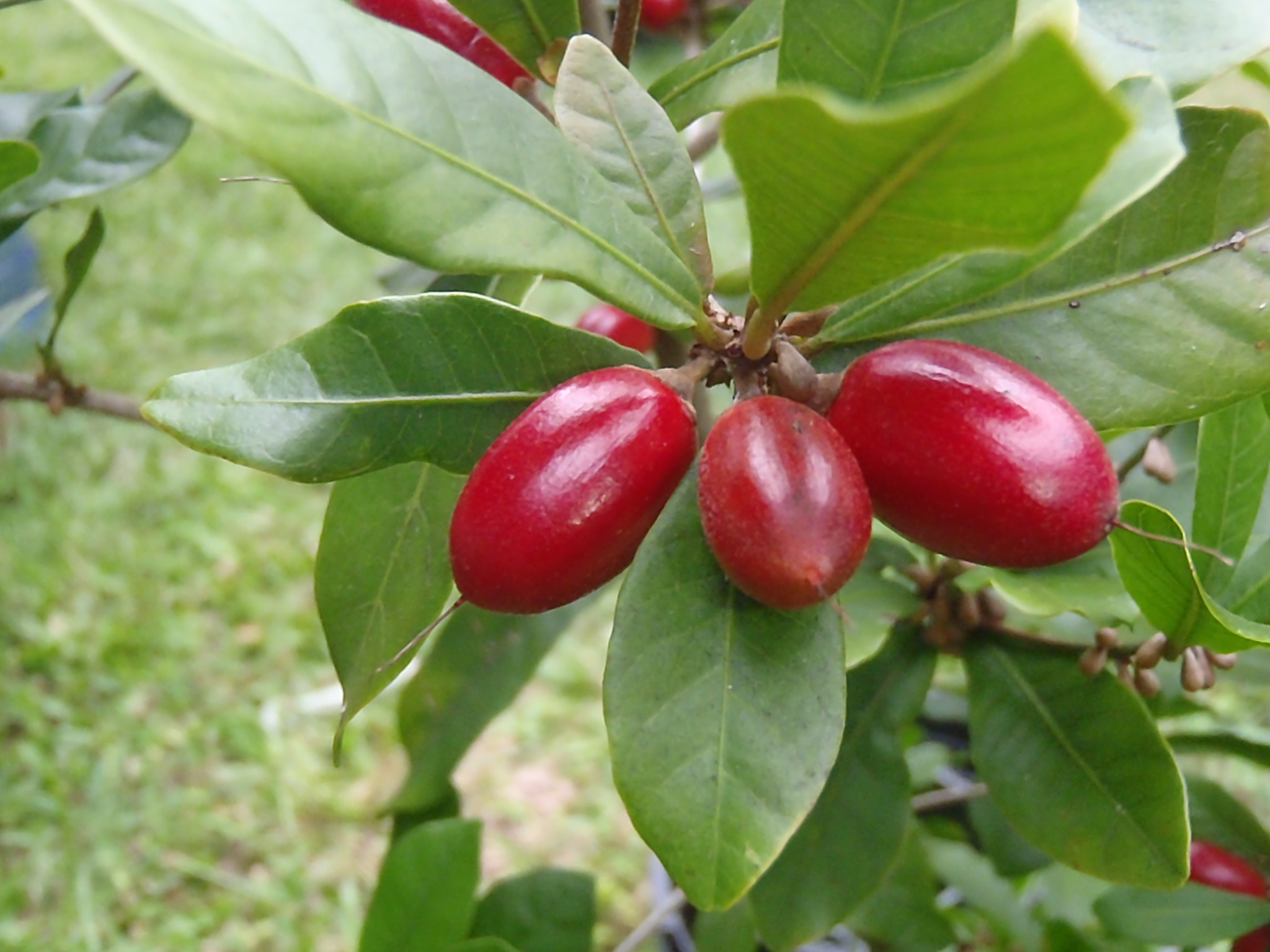
Früchte und Blätter

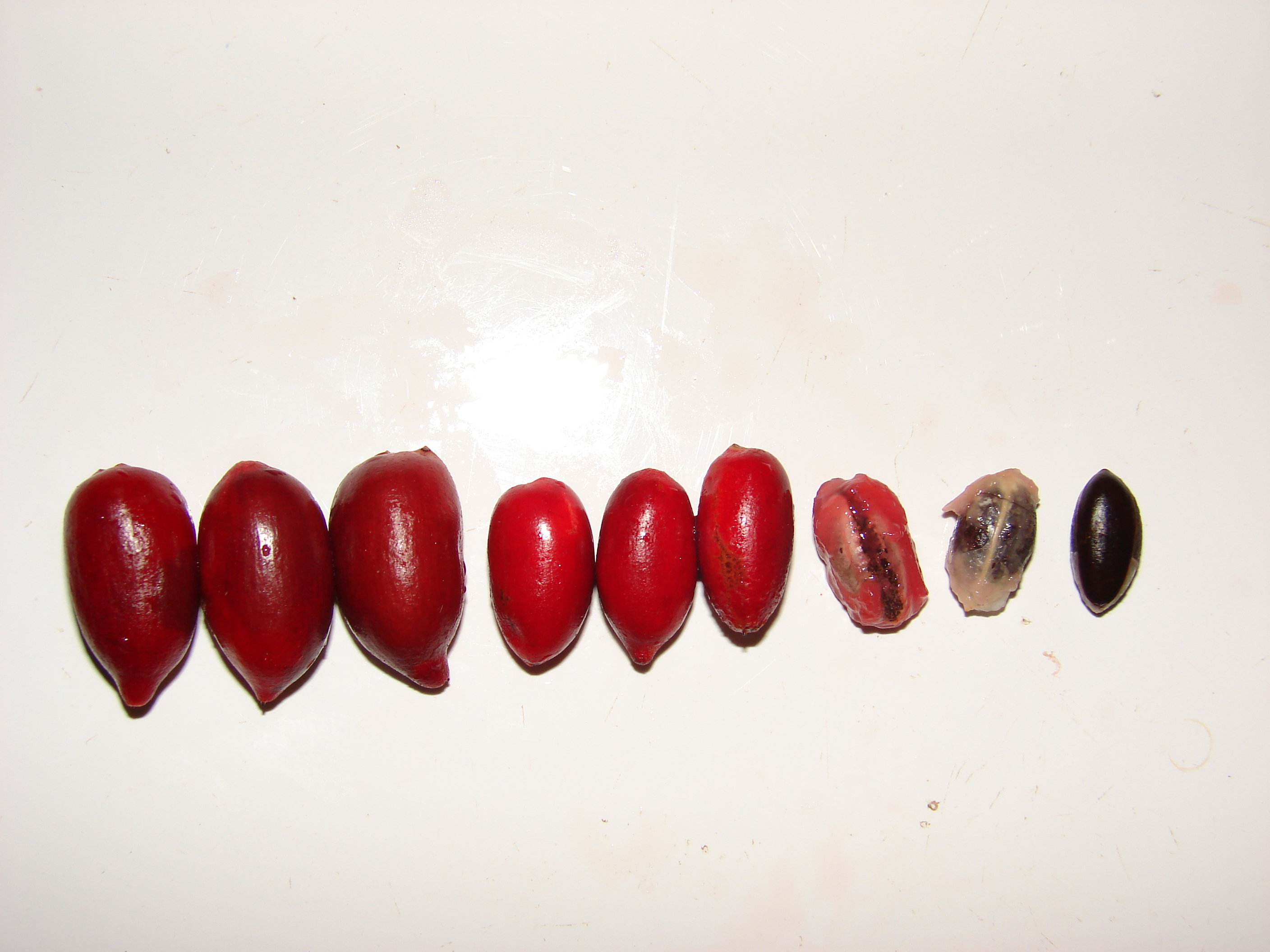
Früchte und Samen

Die Wunderbeere (Synsepalum dulcificum), auch Mirakelfrucht genannt, ist eine Pflanzenart aus der Familie der Sapotengewächse (Sapotaceae).

## Beschreibung
Bei der Wunderbeere handelt es sich um einen immergrünen kleinen Baum oder Strauch, der Wuchshöhen von bis zu 4,5 Metern erreicht, er bleibt aber meist kleiner.
Er besitzt dichtes Laubwerk am Ende der Zweige. Die verkehrt-eiförmigen, -eilanzettlichen bis lanzettlichen, wechselständigen, büscheligen und kurz gestielten, einfachen Laubblätter sind bis etwa 5–13 Zentimeter lang. Die kahlen Blätter sind ganzrandig und rundspitzig bis spitz.
Die weißen, kurz gestielten, vier- bis fünfzähligen und kleinen Blüten mit doppelter Blütenhülle sind zwittrig. Sie werden während einer langen Periode des Jahres büschelig oder einzeln in den Achselknospen abgefallener Blätter gebildet. Der röhrenförmige Kelch ist bräunlich, pelzig behaart und mit fünf kurzen Zipfeln. Die weiße Krone ist röhrig stehend mit fünf spatelförmigen Petalen. Die Staubblätter sitzen unten an den Kronblättern, bei jedem Staubfaden ist ein petaloides Staminode vorhanden. Der Fruchtknoten ist oberständig und etwas haarig, mit einem langen, leicht konischen Griffel mit kleiner, kopfiger Narbe.
Es werden purpurrote, einsamige, relativ glatte und eiförmige bis ellipsoide, öfters leicht bespitzte Beeren von der Größe einer Kirsche gebildet. Sie sind etwa 1,5 bis 2,5 cm lang, mit dünner aber fester Schale und fast kahl bis etwas behaart. Das Fruchtfleisch ist weißlich bis leicht rötlich und es sind oft Griffelreste an der Spitze erhalten. Der große, ellipsoide, harte Samen, mit einer oft länglichen, mehr oder weniger großen und bräunlichen Narbe (Hilum) auf einer Seite, ist dunkelbraun und glatt.
Die Beeren sind essbar, wie einige andere von verschiedenen Arten der Gattung Synsepalum.

## Novel Food
Die Zulassung als neuartiges Lebensmittel (Novel Food) wurde Medicinal Gardens S.L. unter bestimmten Auflagen durch Durchführungsverordnung (EU) 2021/1974 für die Dauer von fünf Jahren ab dem 5. Dezember 2021 erteilt nachdem eine erlaubte Tagesdosis von 10 mg/kg Körpergewicht pro Tag festgelegt wurde.

## Inhaltsstoffe
Die Pflanze produziert Miraculin, ein Glykoprotein, das aus 191 Aminosäuren besteht und zahlreiche Zuckerseitenketten aus Glucosamin, Mannose, Galactose, Xylose und Fructose trägt. 1 kg der Früchte enthalten 50 mg Miraculin. Der Inhaltsstoff Miraculin beeinflusst die gustatorische Wahrnehmung drastisch. Es kommt zu einer Geschmacksumkehr von Saurem in Süßes beim Menschen, nicht jedoch bei Hunden oder Ratten.

## Vorkommen
Die Wunderbeere wächst in den Tiefland-Bereichen der heißen und feuchten Tropen. Ursprüngliche Heimat ist das tropische westliche Afrika mit Benin, Ghana, Nigeria, Kamerun, der Zentralafrikanischen Republik, Gabun und der Demokratischen Republik Kongo. Dort trägt sie zweimal im Jahr Früchte, jeweils nach den Regenzeiten. Für ein Gedeihen sind saurer (pH-Wert zwischen 4,5 und 5,8) Boden, Frostfreiheit und viel Feuchtigkeit erforderlich.

## Systematik
Diese Art wurde 1827 unter dem Namen Bumelia dulcifica von Heinrich Christian Friedrich Schumacher & Peter Thonning in Beskrivelse af Guineeiske planter, S. 130–131 erstmals beschrieben. William Freeman Daniell stellte sie 1852 vor unter dem Namen Synsepalum dulcificum in Pharmaceutical Journal and Transactions, 11, S. 445, in die Gattung Synsepalum. Weitere Synonyme sind: Bakeriella dulcifica (Schumach. & Thonn.) Dubard, Bumelia dulcifica Schumach. & Thonn., Pouteria dulcifica (Schumach. & Thonn.) Baehni, Richardella dulcifica (Schumach. & Thonn.) Baehni, Sideroxylon dulcificum (Schumach. & Thonn.) A.DC.